# پاتریک انریسی
پاتریک انریسی (انگلیسی: Patrick Enrici؛ زادهٔ ۲ مهٔ ۲۰۰۱) بازیکن فوتبال اهل ایتالیا است.